# Favia danae
Favia danae är en korallart som beskrevs av Addison Emery Verrill 1872. Favia danae ingår i släktet Favia och familjen Faviidae. IUCN kategoriserar arten globalt som livskraftig. Inga underarter finns listade i Catalogue of Life.